# Trixi Worrack
Beatrix "Trixi" Worrack née le 28 septembre 1981 à Cottbus, est une coureuse cycliste et entraineuse allemande. 
Professionnelle de 2004 à 2021, elle est notamment quintuple championne du monde du contre-la-montre par équipes en 2012, 2013, 2014, 2015 et 2018. Vice-championne du monde sur route en 2006, elle a également remporté la Primavera Rosa en 2005 et le Tour de l'Aude en 2004, ainsi que plusieurs titres de championne d'Allemagne sur route et un en cyclo-cross.

## Carrière

### 2004

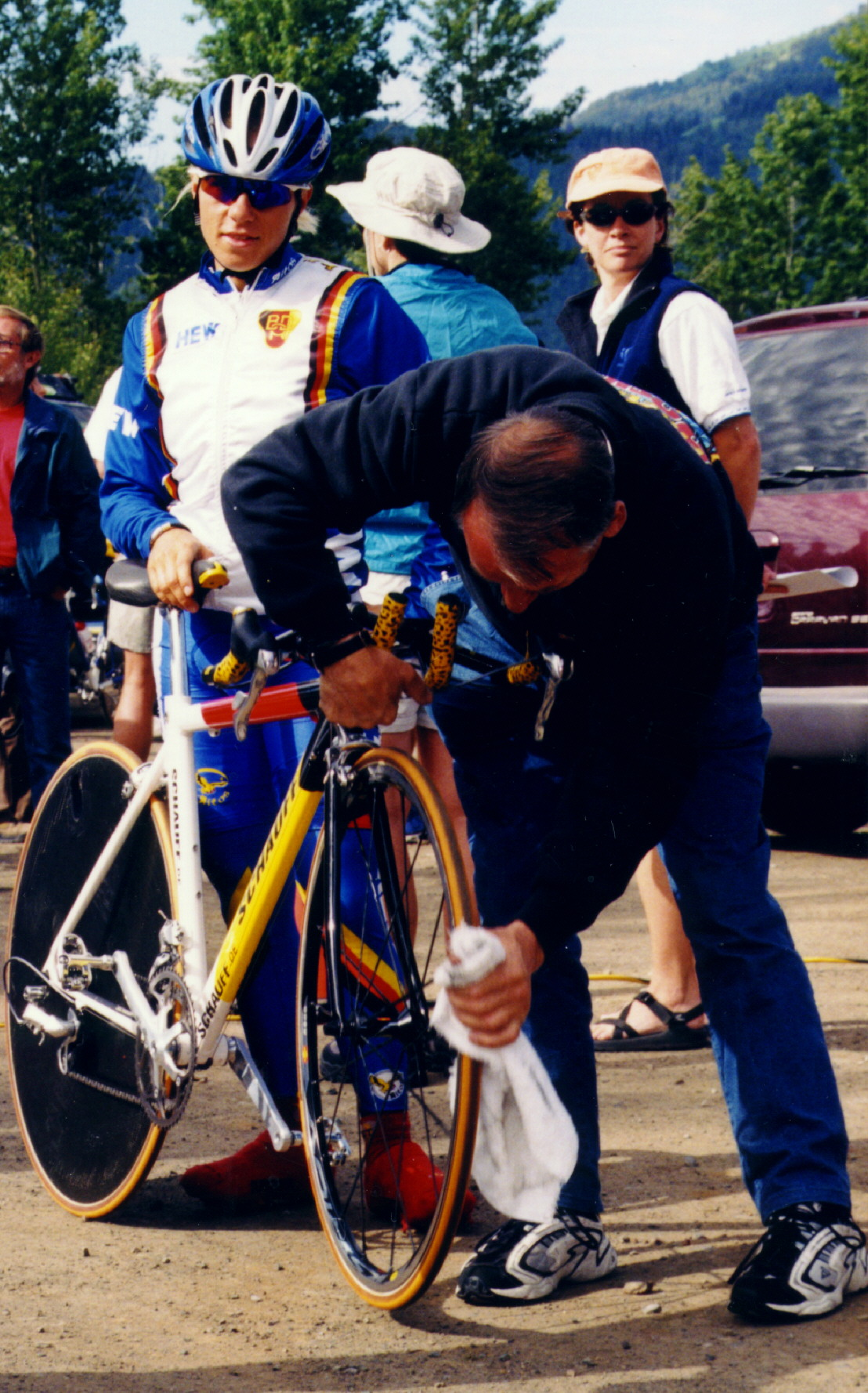
Trixi Worrack au Women's Challenge 2001

En mai, sur le Tour de l'Aude, après un contre-la-montre individuel où elle n'est pas dans les vingt premières, Trixi Worrack s'empare du maillot de leader grâce à une échappée solitaire sur la troisième étape. Elle finit avec plus de deux minutes d'avance sur le peloton
. Sur le contre-la-montre de la quatrième étape, Trixi Worrack perd son maillot au profit de Deidre Barry et devient troisième du classement général. Trixi Worrack gagne l'étape 8b, puis finit septième de la neuvième étape où Deidre Barry perd quatre minutes. Elle est de nouveau leader du Tour et le gagne définitivement le lendemain,. 

### 2006
En 2006, elle est troisième de la Flèche wallonne, deuxième du Tour du Grand Montréal et du Holland Ladies Tour. Elle est troisième du Tour de l'Aude. Elle termine deuxième du championnat du monde sur route derrière Marianne Vos.

### 2007
Au Tour de l'Aude, après que son équipe ait terminé troisième du contre-la-montre par équipe, Trixi Worrak finit cinquième de la cinquième étape, cela lui permet de se replacer à la troisième place du classement général. Elle est quatrième de la septième étape. Puis, sur l'étape 8a, elle suit Susanne Ljungskog dans une échappée avec Judith Arndt également. Trixi termine troisième. Cependant sur l'étape 8b, elle s'échappe de nouveau avec la Suédoise et s'impose cette fois.  
Elle parvient cependant pas à suivre la Suédoise et Worrack sur l'étape 8b, la première prenant le maillot de leader. Elle termine finalement le tour à la deuxième place.

### 2008
Au Tour de Nouvelle-Zélande, elle se classe sixième de la deuxième étape, puis septième de l'étape suivante. Elle est cinquième du contre-la-montre de la cinquième étape et finit l'épreuve à la même place au classement général.
Au Tour de l'Aude cycliste féminin, dans la première étape Susanne Ljungskog attaque dans la pente à deux kilomètres. Trixi Worrack parvient à la suivre avec Judith Arndt et Nicole Cooke. Elle termine deuxième derrière la Galloise. Le contre-la-montre par équipe du lendemain lui permet de remonter à la deuxième place du classement général derrière Arndt. Sur l'étape reine, elle perd cependant plus de quatre minutes sur la nouvelle leader Susanne Ljungskog et rétrograde à la troisième place du classement général. Sur la septième étape, Irene van den Broek lui ravie la troisième place au classement général grâce à une longue échappée. Lors de la dernière étape, elle fait partie de l'échappée royale avec  Ljungskog, Arndt et Cooke. Elle est quatrième de l'étape et termine troisième du Tour de l'Aude,.
Elle est sélectionnée les Jeux olympiques. Sur la course en ligne, elle aide Judith Arndt pour revenir sur les échappées mais sans succès. Elle est finalement vingtième.
Le Tour de Thuringe fait figure en 2008 d'ultime préparation pour les jeux olympiques. Sur la quatrième étape, Trixi Worrack s'échappe avec Judith Arndt et Grete Treier pour revenir puis dépassée une autre échappée. Elle prend la troisième place du sprint et du classement général. Le lendemain, elle est quatrième du contre-la-montre, ce qui lui permet de remonter à la deuxième place du classement général. Sur la dernière étape, Trixi Worrack joue son va-tout pour gagner le classement général et bat au sprint Judith Arndt. Cela ne suffit cependant pas à la détrôner, Judith Arndt remporte donc le Tour de Thuringe pour la deuxième année consécutive.
Aux championnats du monde, elle suit l'attaque de Marianne Vos et se trouve dans un groupe composé également de sa compatriote Judith Arndt, de Susanne Ljungskog, Nicole Cooke et Emma Johansson. Après de nombreux démarrages de la Néerlandaise, le titre se dispute au sprint. Trixi Worrack termine cinquième légèrement décrochée.

### 2009
En 2009, Trixi Worrack gagne le championnat d'Allemagne du contre-la-montre.

### 2012

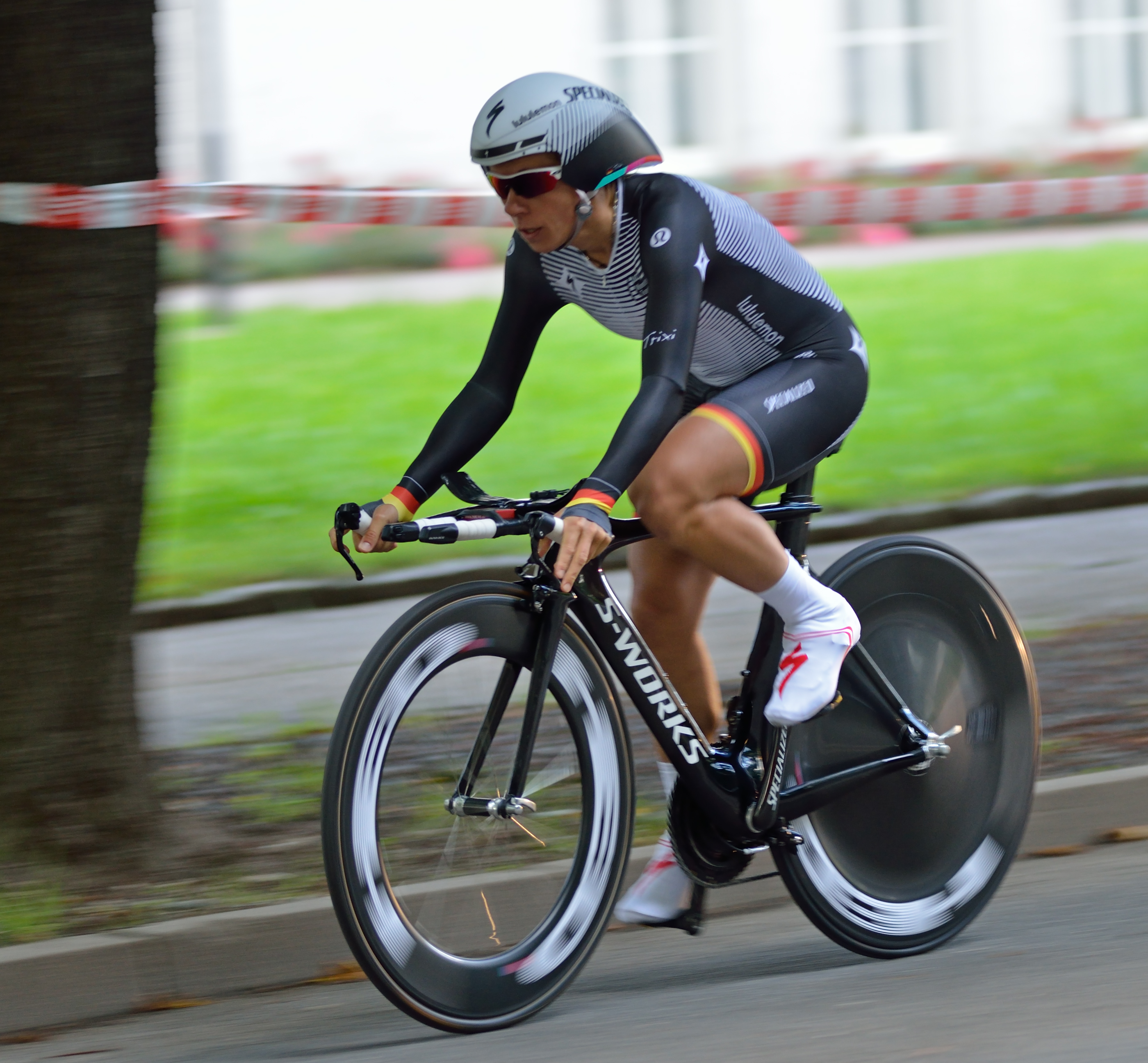
Trixi Worrack termine seconde du Tour de Thuringe

En 2012, elle rejoint l'équipe Specialized-Lululemon. Elle commence la saison début février au Tour du Qatar et s'impose en solitaire lors de la seconde étape.
En mars, lors du Het Nieuwsblad, Trixi Worrack règle le sprint du groupe qui suit les deux échappées : Loes Gunnewijk et Ellen van Dijk, elle est donc troisième. Elle juge que la stratégie de l'équipe a été bonne malgré les places de deuxième et troisième pour Ellen et elle. Quatre jours plus tard, Le Samyn des Dames se termine au sprint,  elle termine troisième. Lors du Tour de Drenthe, Trixi Worrack finit cinquième. Au Trofeo Alfredo Binda, elle est troisième. 
Sur l'Emakumeen Euskal Bira, Trixi Worrack est troisième des deux premières étapes. Sur le contre-la-montre en côte de la troisième étape, elle perd plus d'une minute, mais se rattrape en terminant une nouvelle fois troisième le lendemain et finit septième du classement général.
Aux championnats allemands, Worrack est deuxième de l'épreuve contre-la-montre remportée une nouvelle fois par Judith Arndt. Sur l'épreuve en ligne, Worrack est troisième à plus de douze minutes de la même vainqueur.
Au Tour de Thuringe, Trixi Worrack remporte la troisième étape puis le contre-la-montre individuel avec moins d'une seconde d'avance sur Judith Arndt. Cette dernière parvient cependant à maintenir son avance au général jusqu'à la fin, Worrack est deuxième à neuf secondes de retard.
Elle participe ensuite aux Jeux olympiques. Elle est neuvième de l'épreuve contre-la-montre,.
Lors de la manche de coupe du monde en Suède, la Specialized-Lululemon remporte le contre-la-montre par équipe. Trixi fait partie de la composition suivante,. Lors de la course en ligne, Trixi Worrack prend la cinquième place. Deux semaines avant le championnat du monde, l'équipe gagne le contre-la-montre par équipe du Holland Ladies Tour. Trixi a également gagné une étape sur le même tour quelques jours avant.

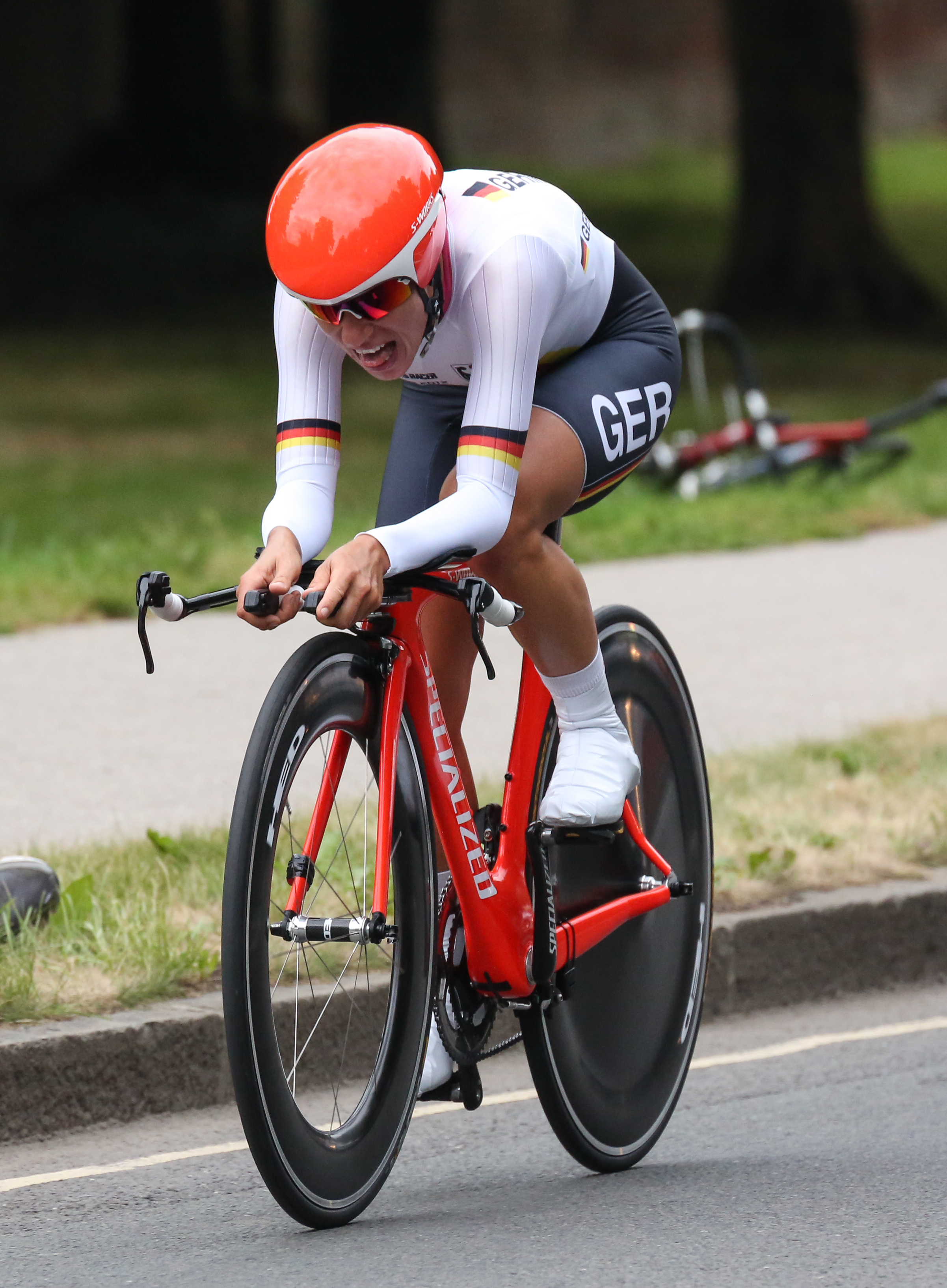
Trixi Worrack au contre-la-montre des jeux olympiques de Londres

L'équipe conclut la saison en gagnant le championnat du monde par équipe contre-la-montre avec 24 secondes d'avance sur l'équipe Green Edge. Une nouvelle fois, Trixi Worrack fait partie de la composition au départ. Sur les épreuves individuelles, Worrack est huitième du contre-la-montre. Trixi Worrack est également quatrième de la coupe du monde et huitième coureuse mondiale au classement UCI.

### 2013
Début janvier, Trixi Worrack s'impose lors des championnats d'Allemagne de cyclo-cross. Lors du Energiewacht Tour, elle victime d'une chute du samedi et se casse la clavicule. Elle est indisponible deux mois,. En juin, elle est deuxième de l'épreuve du contre-la-montre des championnats d'Allemagne de cyclisme sur route. Sur la course en ligne, elle se trouve dans la bonne échappée de dix unité avec sa coéquipière Lisa Brennauer.  Cette dernière lance le sprint pour Trixi Worrack qui s'impose et obtient donc le titre. 
Lors du Boels Ladies Tour, début septembre, Trixi Worrack prend la troisième de la première étape, puis l'équipe s'impose le lendemain dans le contre-la-montre par équipe. Worrack s'empare alors du maillot de leader du général, qu'elle conserve jusqu'à la dernière étape. Toutefois, c'est finalement van Dijk, jusqu'alors deuxième à quatre secondes, qui s'impose l'ultime étape étant mouvementée. Worrack termine sixième du général,.
Lors du contre-la-montre par équipe de marques du championnat du monde, objectif désigné de la saison, l'équipe s'impose avec une moyenne d'environ 51 km/h et plus d'une minute d'avance sur l'équipe Rabo women. Trixi Worrack fait partie de l'équipe victorieuse,. Sur l'épreuve du contre-la-montre individuelle Trixi Worrack est cinquième,.

### 2014

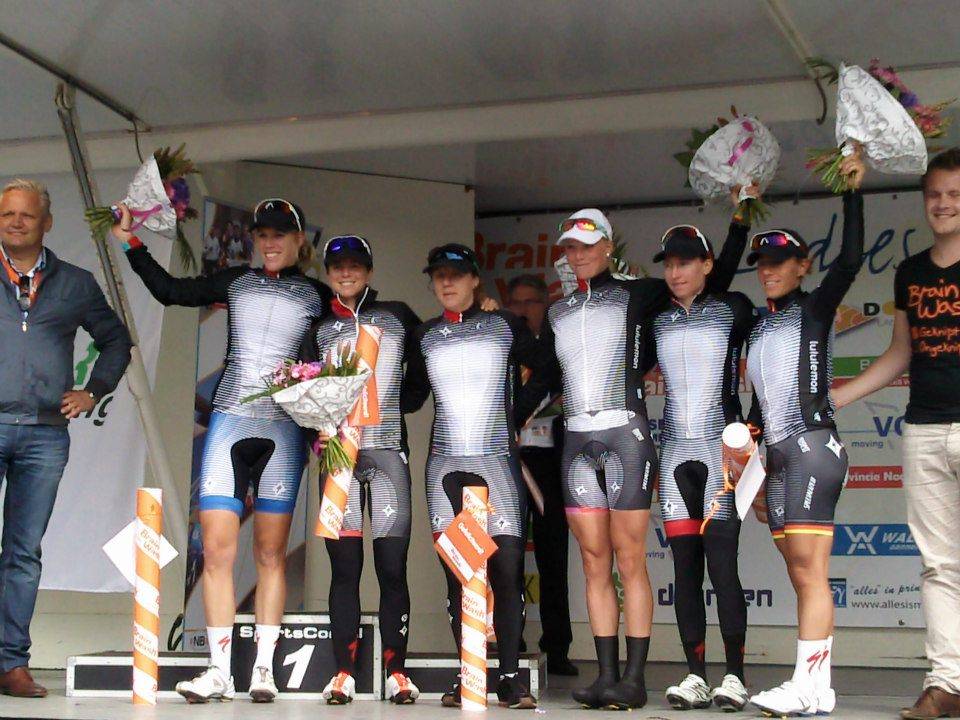
Équipe de contre-la-montre par équipe lors du Brainwash Ladies Tour. De gauche à droite : van Dijk, Stevens, Teutenberg, Becker, Neben et Worrack

L'équipe gagne le contre-la-montre par équipe de l'Energiewacht Tour. Trixi Worrack termine troisième du classement général.
En juin, Trixi Worrack est une nouvelle fois deuxième des championnats d'Allemagne contre-la-montre derrière sa coéquipière Lisa Brennauer. Sur la course en ligne, elle gagne également la médaille d'argent derrière Lisa Brennauer. Au Tour de Thuringe, Trixi Worrack est troisième du prologue. Elle est également à la même place dans le contre-la-montre de la troisième étape. L'équipe gagne pour la troisième année consécutive le contre-la-montre par équipe de l'Open de Suède Vårgårda. Elle a une avance de plus d'une minute sur l'équipe Rabobank-Liv qui suit et bat le record de l'épreuve. La composition est la suivante : Chantal Blaak, Lisa Brennauer, Karol-Ann Canuel, Carmen Small, Evelyn Stevens et Trixi Worrack.
Début septembre, l'équipe participe au Boels Ladies Tour. Dans le contre-la-montre inaugural, long de dix kilomètres, Trixi Worrack termine troisième,. Aux contre-la-montre par équipes féminin aux championnats du monde, l'équipe qui a essuyé une chute à l'entraînement le samedi, remporte pour la troisième fois d'affilée l'épreuve avec plus d'une minute d'avance sur l'équipe Orica-AIS. Sur l'épreuve individuelle, elle prend la dixième place. Elle est sélectionnée pour les championnats du monde et y attaque à plusieurs reprises.

### 2015

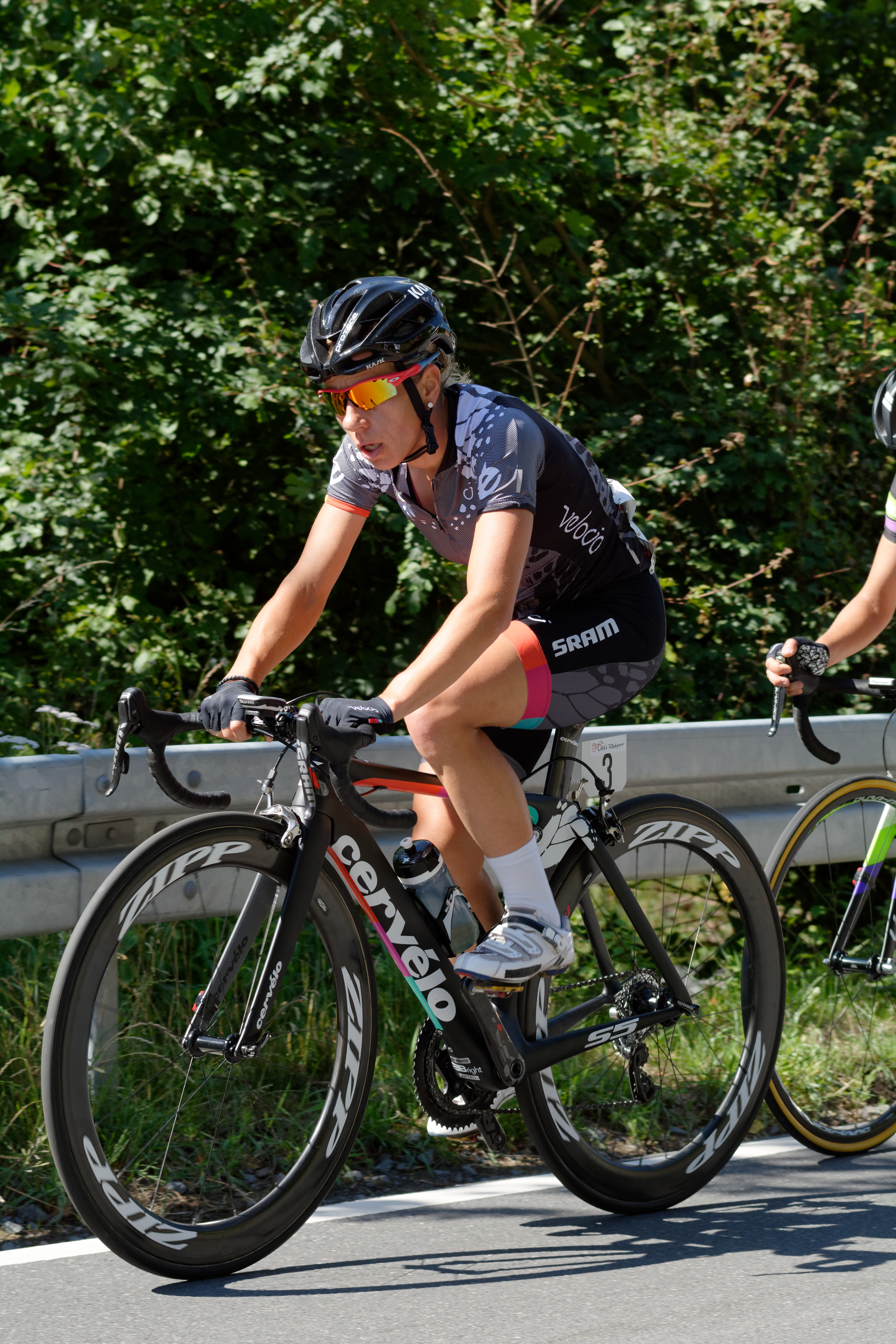
Aux championnats d'Allemagne sur route

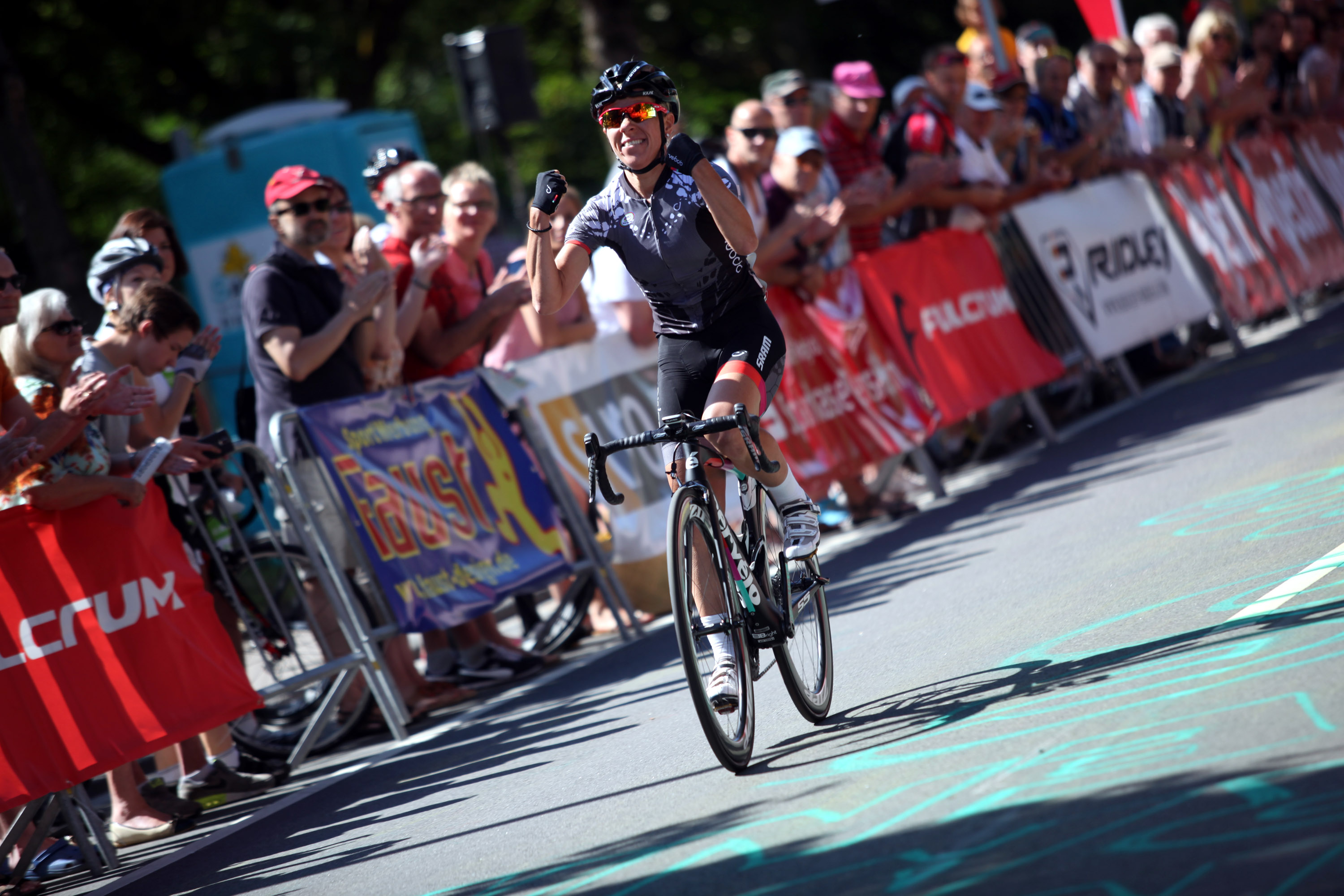
Arrivée des championnats d'Allemagne sur route

Au Tour des Flandres, à vingt kilomètres de la ligne, Trixi Worrack attaque avec Elisa Longo Borghini mais ne parvient plus à la suivre dans le Kruisberg au bout de quelques kilomètres . Elle finit quinzième,.
À l'Energiewacht Tour, Trixi Worrack est quatrième du prologue. Sur la première étape, elle est troisième du sprint, devancée par sa coéquipière Barbara Guarischi et Jolien D'Hoore. L'équipe s'impose ensuite sur le contre-la-montre par équipes, le premier de la saison. Trixi Worrack prend la tête du classement général. Elle perd le maillot au profit Guarischi le lendemain. Elle termine sixième de la venteuse troisième étape. Elle devient deuxième du classement général derrière Lisa Brennauer. Elle est encore sixième de la dernière étape et conserve sa place au général.
Au Tour de Californie, lors de la deuxième étape, le peloton reste groupé jusqu'à la montée finale, où Trixi Worrack se classe troisième et compte alors trois secondes de retard au classement général sur Lauren Komanski, la vainqueur de l'étape. Dans l'ultime étape, l'équipe fait en sorte que l'Allemande remporte tous les sprint intermédiaires, afin de récolter les bonifications qui y sont associées. Elle termine quatrième de l'étape et remporte le classement général. Aux championnats d'Allemagne, elle termine troisième du contre-la-montre devancée par deux coéquipière : Mieke Kröger et Lisa Brennauer. Sur la course en ligne, elle s'échappe avec Claudia Lichtenberg avant de la dominer au sprint.

### 2016
La saison sur route commence au Tour du Qatar. Durant la deuxième étape, Trixi Worrack fait partie du groupe de quatre coureuses se détachant à trois kilomètres de la ligne qui arrive avec près d'une minute d'avance sur ses poursuivantes. Trixi Worrack est deuxième de l'étape et remonte à la deuxième place du classement général. Le lendemain, une bordure se déclenche dès le premier kilomètre. Trixi Worrack, Tiffany Cromwell et Lisa Brennauer sont dans ce groupe de treize athlètes où n'est pas présente la leader du classement général Katrin Garfoot. Trixi Worrack s'empare donc au terme de la journée du maillot jaune. La dernière étape se concluant par un sprint, l'Allemande gagne l'épreuve 2016. En mars, elle chute lourdement lors du Trofeo Alfredo Binda-Comune di Cittiglio, une des manches du World Tour féminin et elle doit subir une intervention chirurgicale d'urgence sur son rein gauche, qui lui est enlevé, la laissant éloignée des courses pour une durée indéterminée.
Elle revient à la compétition en juin. Elle remporte le titre de championne d'Allemagne du contre-la-montre à la surprise générale. En juillet, elle participe à son dix-septième Tour de Thuringe et y franchit son 10 000e kilomètres.
Aux championnats du monde, la formation Canyon-SRAM est battue pour la première fois sur le contre-la-montre par équipes. Malgré un départ plus rapide, la formation Boels Dolmans réalise un meilleur temps. Canyon-SRAM obtient néanmoins la médaille d'argent. Sur le contre-la-montre individuel, Trixi Worrack, partie dans les premières, se classe septième.

### 2017
Lors des championnats nationaux, Trixi Worrack conserve son titre en contre-la-montre en Allemagne.

### 2018
Au Tour de Thuringe, sur la cinquième étape autour de l'Hanka Berg, c'est Coryn Rivera qui passe à l'offensive, seulement suivie par Trixi Worrack. À vingt kilomètres de l'arrivée, l'écart est moins d'une minute. Elles sont finalement reprise au pied de l'ultime ascension,. Trixi Worrack se classe quatrième du contre-la-montre final.
Au BeNe Ladies Tour, Trixi Worrack sixième du prologue. Elle s'impose ensuite sur le contre-la-montre de la deuxième étape secteur b. Elle finit quatrième de la course,. Aux championnats d'Europe du contre-la-montre, Trixi Worrack est troisième. En fin de saison, elle remporte avec Canyon-SRAM le championnat du monde de contre-la-montre par équipes. Pour Trixi Worrack, il s'agit de son cinquième titre.

### 2019
Elle fait partie de la composition de la formation remportant le contre-la-montre par équipes de l'Open de Suède Vårgårda.

### Fin de carrière
Cycliste pendant 21 ans dont 18 en tant que professionnelle, pour 47 victoires, elle met un terme à sa carrière à l'issue de la saison 2021. Après avoir terminé sa carrière, elle suit une formation d'entraîneur à l'Université des sports de Cologne.
En 2024, le temps d'une saison, elle occupe le poste de directrice sportive de la nouvelle équipe LKT Team.
En avril 2025, elle est nommée entraîneuse de l'équipe nationale féminine junior allemande pour la route et la piste.

## Palmarès sur route

### Palmarès année par année
| - 1998 - Championne du monde du contre-la-montre juniors - 1999 - 2e du championnat du monde sur route juniors - 3e du championnat du monde du contre-la-montre juniors - 2000 - 6e du championnat d'Europe sur route espoirs - 10e du championnat d'Europe du contre-la-montre espoirs - 2001 - 7e étape du Women's Challenge - 3e du Tour de Thuringe - 3e de la Flèche wallonne - 5e du championnat d'Europe du contre-la-montre espoirs - 2002 - Championne d'Europe sur route espoirs - Tour de la Drôme : - Classement général - 3e et 4e étapes - 2e étape du Tour de Thuringe - 1re, 3e et 4e étapes du Tour de Feminin - Krásná Lípa - 2e du championnat d'Allemagne du contre-la-montre - 2e du Tour de Feminin - Krásná Lípa - 7e du championnat d'Europe du contre-la-montre espoirs - 2003 - Championne d'Allemagne sur route - 2e du Holland Ladies Tour - 10e de la Flèche wallonne - 2004 - Tour de Feminin - Krásná Lípa - 4e étape du Holland Ladies Tour - 1re étape de Gracia Orlova - Tour de l'Aude : - Classement général - 3e et 8eb étapes - 5e étape du Tour de Toscane féminin-Mémorial Michela Fanini - Tour de Toscane féminin-Mémorial Michela Fanini - 2e du championnat d'Allemagne du contre-la-montre - 2e du Tour des Flandres - 2e du Holland Ladies Tour - 4e du championnat du monde sur route - 7e de la Flèche wallonne - 2005 - Primavera Rosa - 9e étape du Tour de l'Aude - 3eb et 4e étape de Durango-Durango Emakumeen Saria - LuK Challenge (avec Judith Arndt) - 2e du championnat d'Allemagne du contre-la-montre - 2e du Tour de l'Aude - 2e de Durango-Durango Emakumeen Saria - 2e de l'Emakumeen Bira - 2e de la Holland Hills Classic - 10e du championnat du monde sur route - 2006 - Albstadt-Frauen-Etappenrennen : - Classement général - 1re et 2e étapes (contre-la-montre) - Médaillée d'argent du championnat du monde sur route - 2e du Grand Prix de la côte étrusque - 2e de la Novilon Euregio Cup - 2e du Tour du Grand Montréal - 2e du Holland Ladies Tour - 3e du Tour de Nouvelle-Zélande - 3e du Tour de l'Aude - 3e du Tour de Thuringe - 3e de la Flèche wallonne - 4e de la course en ligne de l'Open de Suède Vårgårda - 4e de l'Heure d'Or - 5e de la coupe du monde de Montréal - 9e du championnat du monde du contre-la-montre - 10e du Lowland International Rotterdam Tour - 2007 - 8eb étape du Tour de l'Aude - 5eb étape du Tour de Thuringe - Albstadt-Frauen-Etappenrennen - 2e du Tour de l'Aude - 2e du Tour du Grand Montréal - 3e du Tour du Trentin - 4e du Tour des Flandres - 8e de la Geelong World Cup - 8e de la coupe du monde de Montréal - 2008 - 6e étape du Tour de Thuringe - Albstadt-Frauen-Etappenrennen : - Classement général - Prologue et 1re étape - 2e étape du Holland Ladies Tour (contre-la-montre) - 2e du Tour de Thuringe - 2e du Tour de Feminin - Krásná Lípa - 2e du Tour de Toscane féminin-Mémorial Michela Fanini - 3e du Tour de l'Aude - 5e du championnat du monde sur route - 10e du Trofeo Alfredo Binda-Comune di Cittiglio | - 2009 - Champion d'Allemagne du contre-la-montre - 2e (contre-la-montre par équipes) et 6e étapes du Tour de l'Aude - 8e étape du Tour d'Italie - Gracia Orlová - 2e du Tour de l'Aude - 2e du Grand Prix de Dottignies - 2e du Novilon Eurocup Ronde van Drenthe - 2e du Tour du Grand Montréal - 3e du Tour de Berne - 3e de la Coupe du monde cycliste féminine de Montréal - 7e de la course en ligne de l'Open de Suède Vårgårda - 8e de la Coupe du monde de cyclisme sur route féminine - 2010 - Tour de Feminin - O cenu Ceskeho Svycarska : - Classement général - 1re, 2e, 3e (contre-la-montre), 4e, 5e et 6e étapes - Tour de Nuremberg - 3e du championnat d'Allemagne sur route - 7e du championnat du monde sur route - 2011 - 5e étape du Tour de Toscane - 2e du contre-la-montre par équipes de l'Open de Suède Vårgårda - 2012 - Championne du monde du contre-la-montre par équipes - 2e étape du Tour du Qatar - 4e étape secteur b de l'Energiewacht Tour (contre-la-montre par équipes) - 3e étape de Gracia Orlova - 3e et 4e (contre-la-montre) étapes du Tour de Thuringe - Contre-la-montre par équipes de l'Open de Suède Vårgårda - 2e étape du BrainWash Ladies Tour (contre-la-montre par équipes) - 2e du championnat d'Allemagne du contre-la-montre - 2e du Tour du Qatar - 2e de Gracia Orlova - 2e du Tour de Thuringe - 3e du championnat d'Allemagne sur route - 3e du Circuit Het Nieuwsblad - 3e du Samyn des Dames - 3e du Trofeo Alfredo Binda-Comune di Cittiglio - 4e de la Coupe du monde - 5e du Tour de Drenthe - 5e de la course en ligne de l'Open de Suède Vårgårda - 8e du championnat du monde du contre-la-montre - 8e du Grand Prix de Plouay - 9e du contre-la-montre aux Jeux olympiques de Londres - 2013 - Championne du monde du contre-la-montre par équipes - Championne d'Allemagne sur route - Contre-la-montre par équipes de l'Open de Suède Vårgårda - 1re étape du Lotto Belisol Belgium Tour (contre-la-montre par équipes) - 2e étape du Boels Ladies Tour (contre-la-montre par équipes) - 2e du championnat d'Allemagne du contre-la-montre - 2e de la Classique de Padoue - 5e du championnat du monde du contre-la-montre - 2014 - Championne du monde du contre-la-montre par équipes - 3e étape secteur b de l'Energiewacht Tour (contre-la-montre par équipes) - Contre-la-montre par équipes de l'Open de Suède Vårgårda - 2e du championnat d'Allemagne sur route - 2e du championnat d'Allemagne du contre-la-montre - 3e de l'Energiewacht Tour - 3e de l'Auensteiner-Radsporttage - 10e du championnat du monde du contre-la-montre - 2015 - Championne du monde du contre-la-montre par équipes - Championne d'Allemagne sur route - 2e étape secteur a de l'Energiewacht Tour (contre-la-montre par équipes) - Tour de Californie - 2e de l'Energiewacht Tour - 2e de Gracia Orlova - 2e du contre-la-montre par équipes de l'Open de Suède Vårgårda - 3e du championnat d'Allemagne du contre-la-montre - 10e du championnat du monde du contre-la-montre - 2016 - Championne d'Allemagne du contre-la-montre - Tour du Qatar - Médaillée d'argent au championnat du monde du contre-la-montre par équipes - 3e du Tour de Drenthe - 4e du contre-la-montre par équipes de l'Open de Suède Vårgårda - 7e du championnat du monde du contre-la-montre - 2017 - Championne d'Allemagne du contre-la-montre - 3e du contre-la-montre par équipes de l'Open de Suède Vårgårda - 2018 - Championne du monde du contre-la-montre par équipes - 2e étape (b) du BeNe Ladies Tour (contre-la-montre) - 2e du championnat d'Allemagne du contre-la-montre - Médaillée de bronze du championnat d'Europe du contre-la-montre - 4e du contre-la-montre par équipes de l'Open de Suède Vårgårda - 2019 - Contre-la-montre par équipes de l'Open de Suède Vårgårda |

### Championnats
|  | Année                                     | 2000 | 2001 | 2002 | 2003 | 2004 | 2005 | 2006 | 2007 | 2008 | 2009 | 2010 | 2011 | 2012 | 2013 | 2014 | 2015 | 2016 | 2017 | 2018 |
|  | Championnats d'Allemagne sur route        | -    | -    | 4e   | 1re  | 10e  | -    | 10e  | 7e   | -    | -    | 3e   | 14e  | 3e   | 1re  | 2e   | 1re  | 35e  | DNF  | 40e  |
|  | Championnats d'Allemagne contre-la-montre | -    | 4e   | 2e   | 6e   | 2e   | 2e   | ?    | -    | 4e   | 1re  | 9e   | 4e   | 2e   | 2e   | 2e   | 3e   | 1re  | 1re  | 2e   |
|  | Championnats du monde sur route           | 31e  | 17e  | DNF  | 16e  | 4e   | 10e  | 2e   | 18e  | 5e   | 29e  | 7e   | 64e  | 57e  | 20e  | 32e  | 12e  | 72e  | 52e  | DNF  |
|  | Championnats du monde contre-la-montre    | -    | -    | -    | -    | 13e  | 36e  | 9e   | -    | -    | 12e  | -    | -    | 8e   | 5e   | 10e  | 10e  | 7e   | 17e  | 15e  |

### Grands tours

#### Tour d'Italie
- 2009 : 18e, vainqueur de la 8e étape[80].
- 2011 : 46e
- 2013 : Abandon
- 2014 : 71e

#### Tour de l'Aude
- 2003 : Vainqueur du classement de la meilleure jeune.
- 2004 : Vainqueur, vainqueur des 3e et 8eb étapes. Porteuse du maillot de leader à partir de la 3e étape. Vainqueur du classement de la meilleure jeune[81].
- 2005 : 2e, vainqueur de la 9e étape.
- 2006 : 3e
- 2007 : 2e, vainqueur de la 8eb étape.
- 2008 : 3e
- 2009 : 2e, vainqueur de la 6e étape. Vainqueur du classement de la meilleure grimpeuse.
- 2010 : 10e

### Classements UCI
| Année          | 2002 | 2003 | 2004 | 2005 | 2006 | 2007 | 2008 | 2009 | 2010 | 2011 | 2012 | 2013 | 2014 | 2015 | 2016 | 2017 | 2018 | 2019 |
| Classement UCI | 46e  | 33e  | 4e   | 11e  | 4e   | 11e  | 7e   | 7e   | 13e  | 43e  | 8e   | 22e  | 28e  | 22e  | 50e  | 85e  | 82e  | 366e |
| UCI World Tour | -    | -    | -    | -    | -    | -    | -    | -    | -    | -    | -    | -    | -    | -    | 43e  | 66e  | 105e | 117e |

## Palmarès en cyclo-cross
- 2011-2012
  - 2e du championnat d'Allemagne de cyclo-cross
- 2012-2013
  -  Championne d'Allemagne de cyclo-cross

## Distinctions
- Cycliste allemande de l'année : 2006

## Statistiques remarquables
Elle a participé à 21 championnats du monde sur route consécutif de 1998 à 2018. Elle était aussi au départ en 2020.
Elle a ainsi participé à 22 Tours de Thuringes de suite.